# Tehama
Tehama és una població dels Estats Units a l'estat de Califòrnia. Segons el cens del 2000 tenia 432 habitants.

## Demografia
Segons el cens del 2000, Tehama tenia 432 habitants, 179 habitatges, i 124 famílies. La densitat de població era de 208,5 habitants/km².
Dels 179 habitatges en un 29,1% hi vivien nens de menys de 18 anys, en un 54,7% hi vivien parelles casades, en un 10,1% dones solteres, i en un 30,2% no eren unitats familiars. En el 25,7% dels habitatges hi vivien persones soles el 14,5% de les quals corresponia a persones de 65 anys o més que vivien soles. El nombre mitjà de persones vivint en cada habitatge era de 2,41 i el nombre mitjà de persones que vivien en cada família era de 2,86.
Per edats la població es repartia de la següent manera: un 22,5% tenia menys de 18 anys, un 9,5% entre 18 i 24, un 23,4% entre 25 i 44, un 23,8% de 45 a 60 i un 20,8% 65 anys o més.
L'edat mediana era de 41 anys. Per cada 100 dones de 18 o més anys hi havia 97,1 homes.
La renda mediana per habitatge era de 27.500 $ i la renda mediana per família de 35.125 $. Els homes tenien una renda mediana de 25.333 $ mentre que les dones 21.667 $. La renda per capita de la població era de 13.044 $. Entorn del 10,6% de les famílies i el 16,6% de la població estaven per davall del llindar de pobresa.

## Poblacions més properes
El següent diagrama mostra les poblacions més properes.